# John Rowles
John Rowles est un chanteur néo-zélandais, né le 26 mars 1947 à Whakatane. Il est principalement connu pour sa chanson If I Only Had Time (en) (1968), une reprise de Je n'aurai pas le temps de Michel Fugain (1967).